# グラントーレ・サンティアゴ
コスタネラセンター・トーレ2 (Costanera Center Torre 2) は、グラントーレ・サンティアゴ (Gran Torre Santiago) としても知られ、チリ、サンティアゴにある64階建ての超高層ビルである。旧称トーレグラン・コスタネラ (Torre Gran Costanera)。南アメリカで最も高く、南半球ではオーストラリアのQ1に次いで2番目に高い建築物である。また、使用されている階数も南半球で2番目に多い（1位はオーストラリアのユーレカタワー）。アルゼンチンの建築家、シーザー・ペリが設計した。

## 解説
グラントーレ・サンティアゴは、南アメリカ最大のショッピングモールや2つのホテル、他に2棟のオフィスタワーのある複合施設、コスタネラ・センターの一部である。グラントーレ・サンティアゴは高さ300メートル (980 ft)で、地上64階地下6階建てである。各階の高さは4.1メートル (13 ft)、床面積は107.125 m2。
タワーは47,000㎡の土地の上に利用可能な700,000㎡近くのスペースを生み出しており、毎日240,000の人々が出入りしていると推定されている。設計はアルゼンチンの建築家、シーザー・ペリによるものである。また、チリの建築家団体Alemparte Barreda & Asociadosやカナダのワット・インターナショナルも参加した。構造エンジニアはチリの会社René Lagos y Asociados Ing.による。Civiles Ltda. Salfa Corp.は建設の責任者となっている。

## 建設
建物の建設は2006年6月にはじまり、2010年の完成が予定されていたが、世界金融危機の影響で2009年1月に一旦中止された。その後2009年12月17日に再開し、2013年開業予定となった。
2010年11月上旬、高さ205mに達し、隣のティタニウム・ ラ・ポルタダを抜いてチリで最も高い建築物となった。2011年2月、「ラ・ セグンダ」誌が報じたところによると、高さ226mとなり、カラカスのパルケセントラルにあるツインタワーを抜いて南米でも最高となった。一方「ラ・テルセーラ」が2012年2月に報じた記事によると、これを達成したのは2011年4月12日となっている。
2011年7月にタワーの構造の建設作業が完了し、2012年2月14日には最高地点300mまで達した。タワーは2013年に完成した。

## 展望デッキ
2015年8月11日、展望デッキ「スカイ・コスタネラ」が一般に向けてオープンし、61階と62階から360°のサンティアゴの眺望を楽しめるようになった。

## ギャラリー

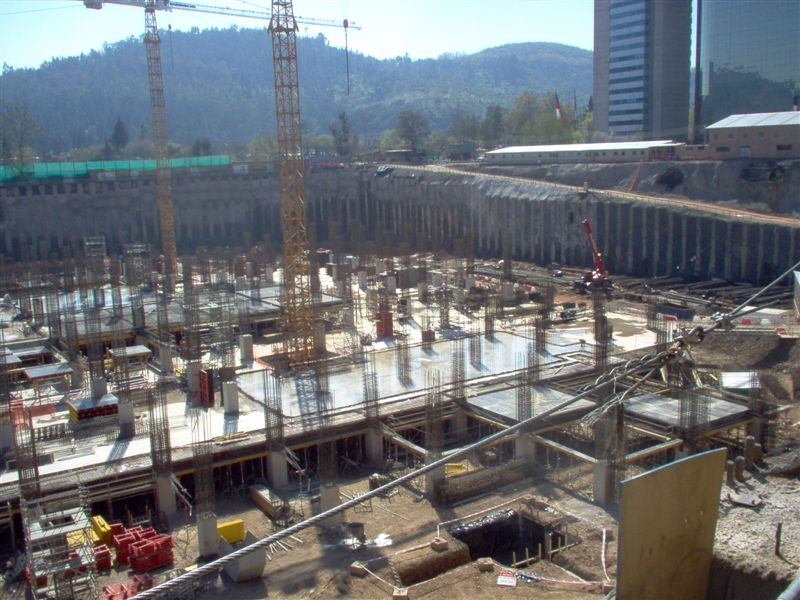
2006年9月
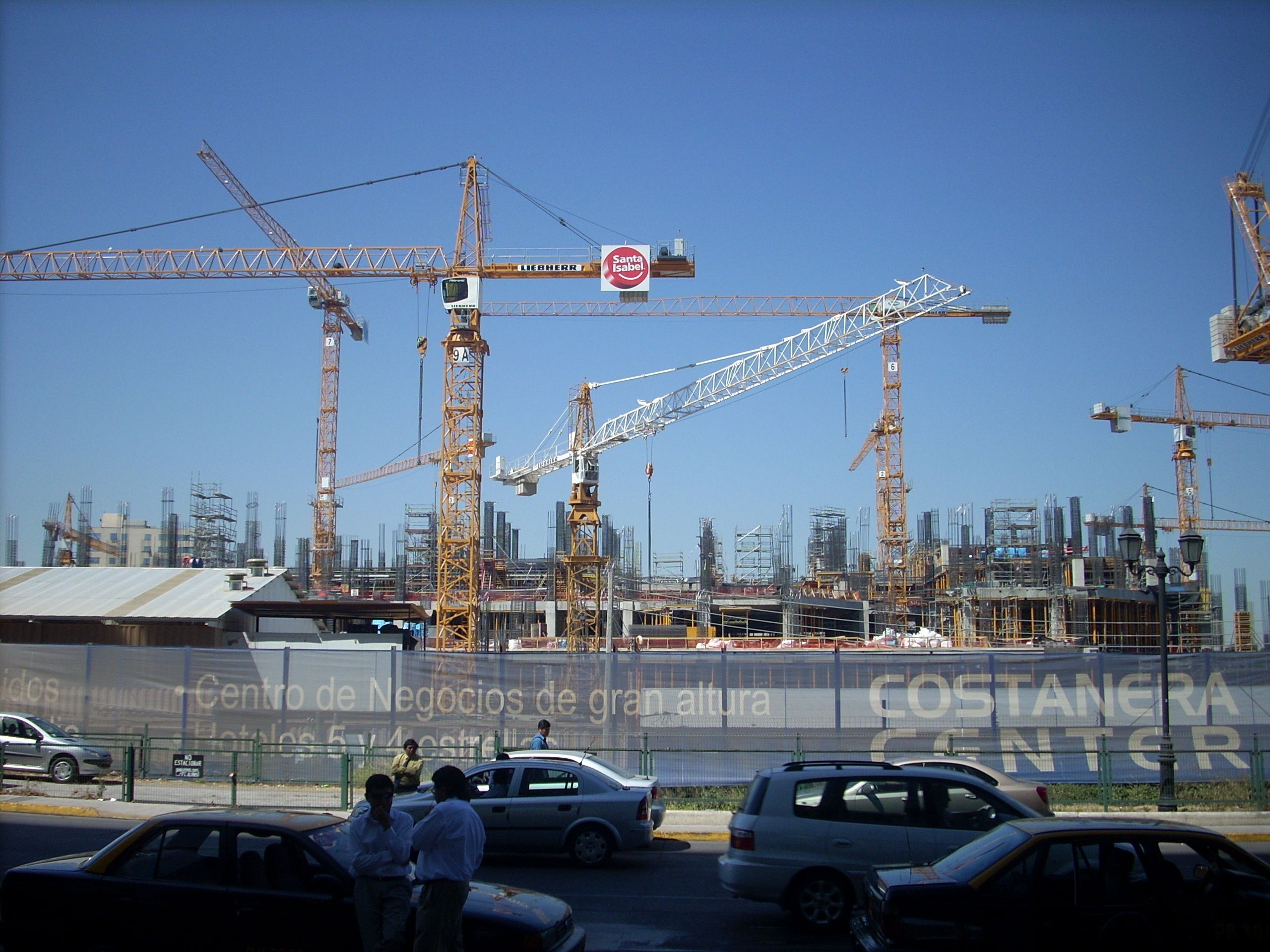
2007年12月
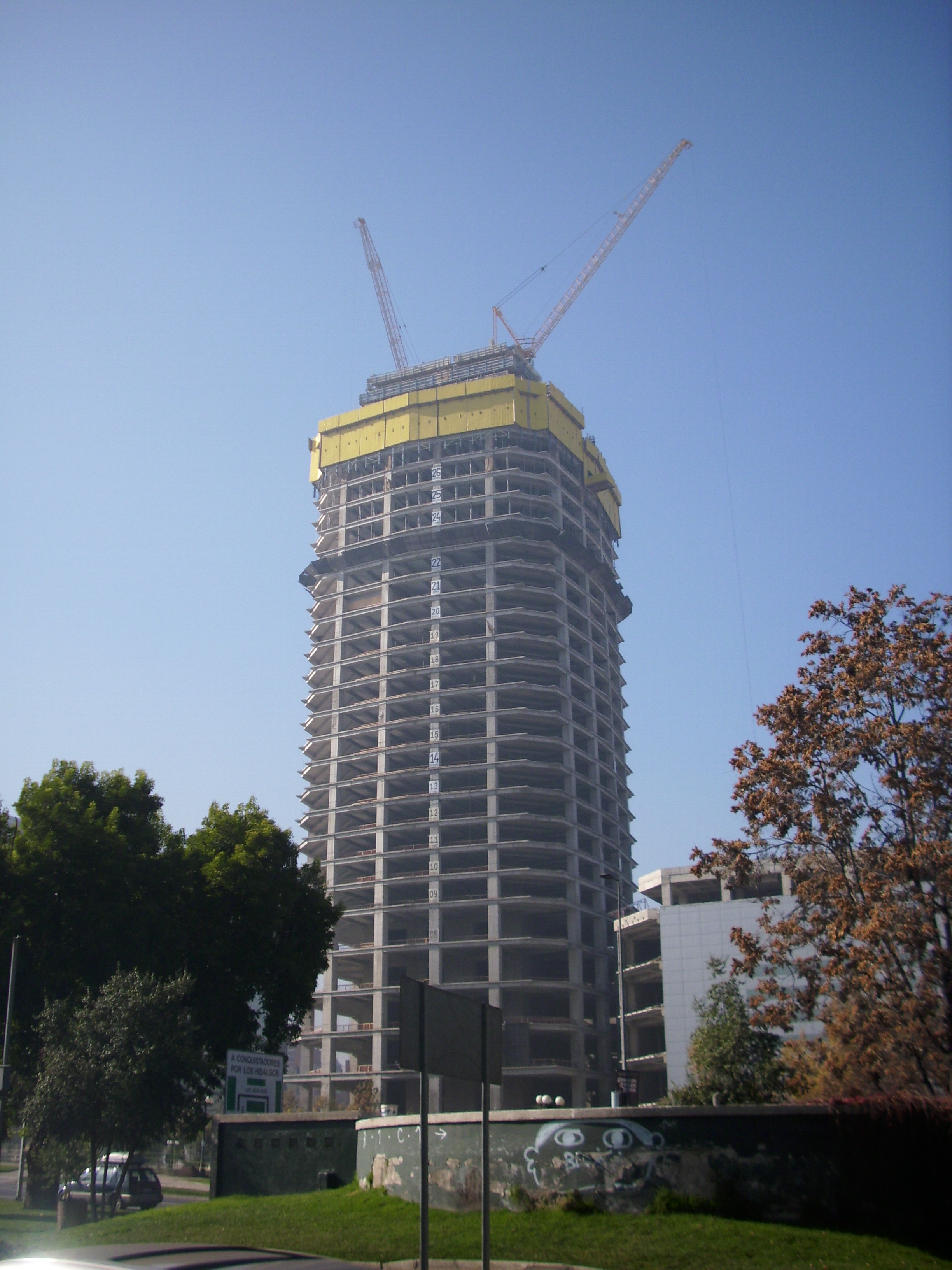
2010年6月
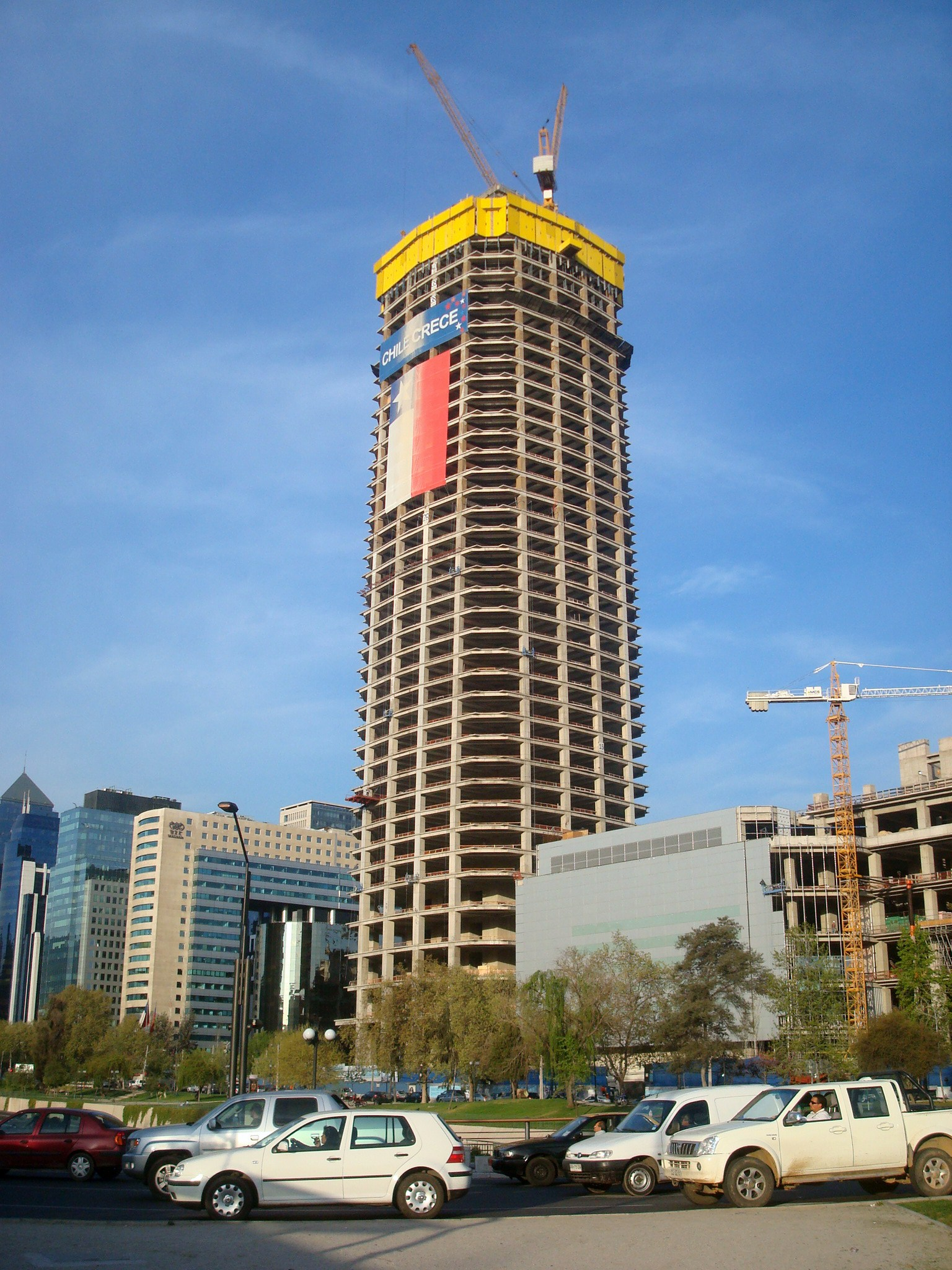
2010年9月
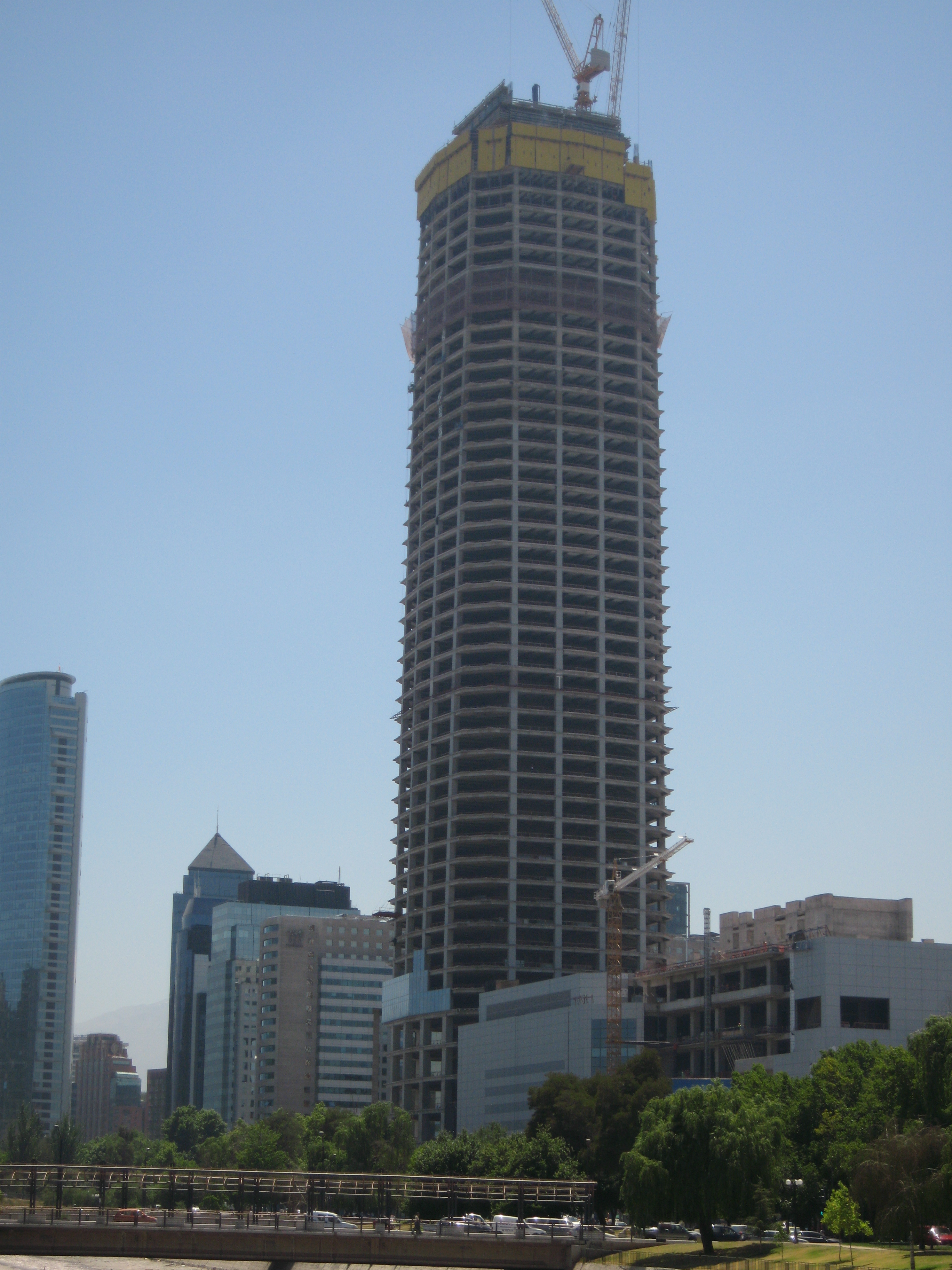
2011年1月
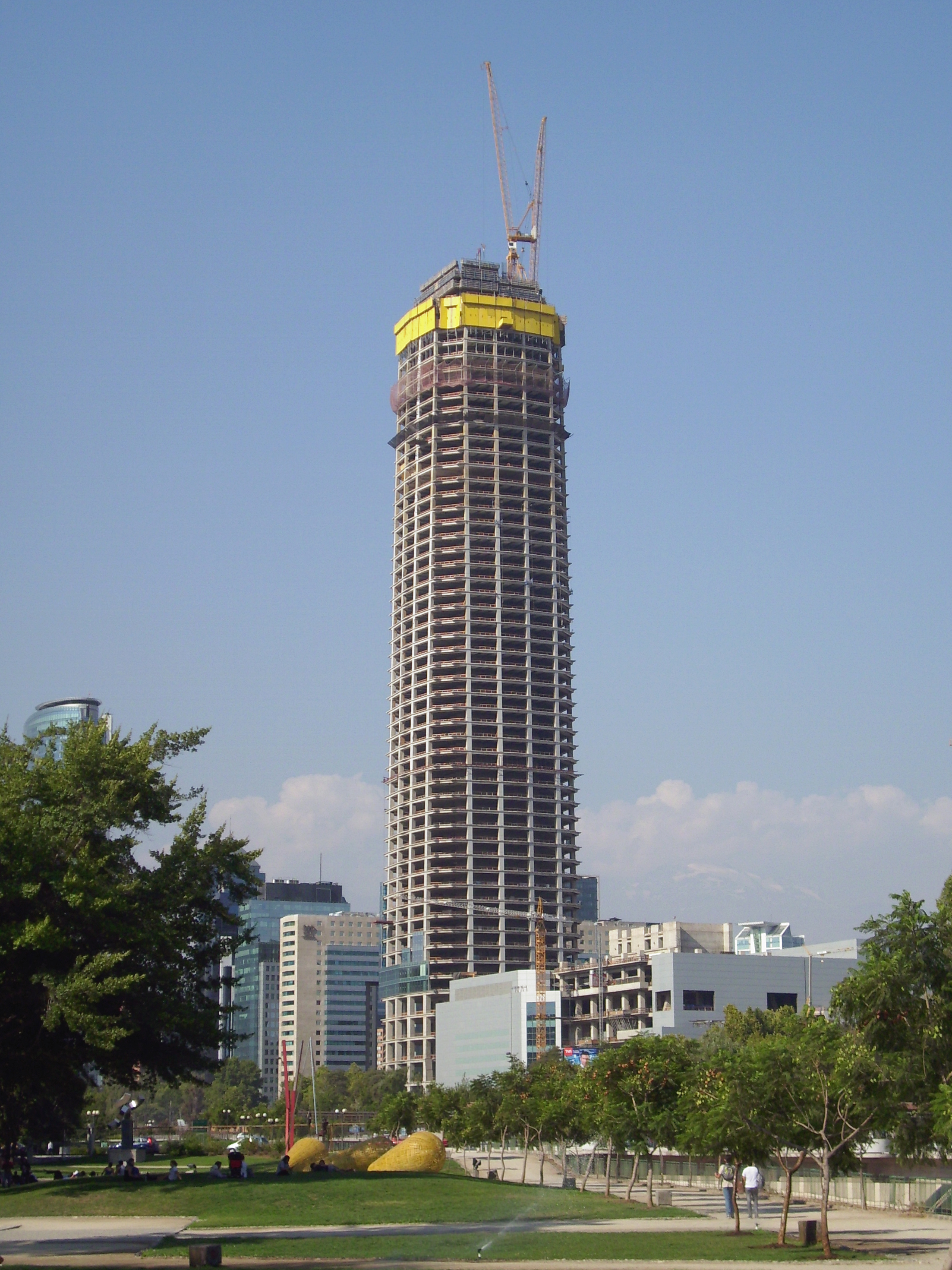
2011年3月
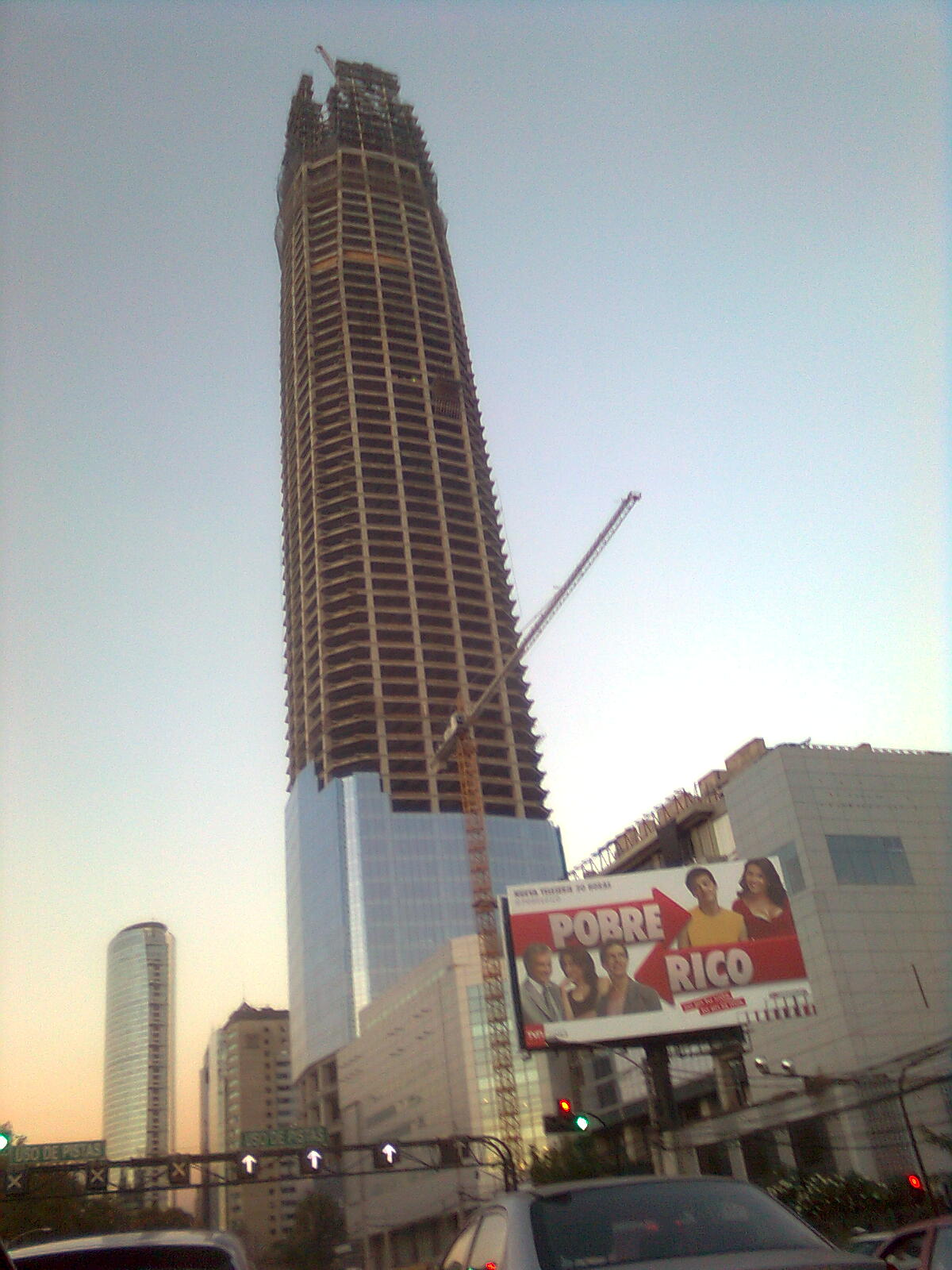
2012年3月
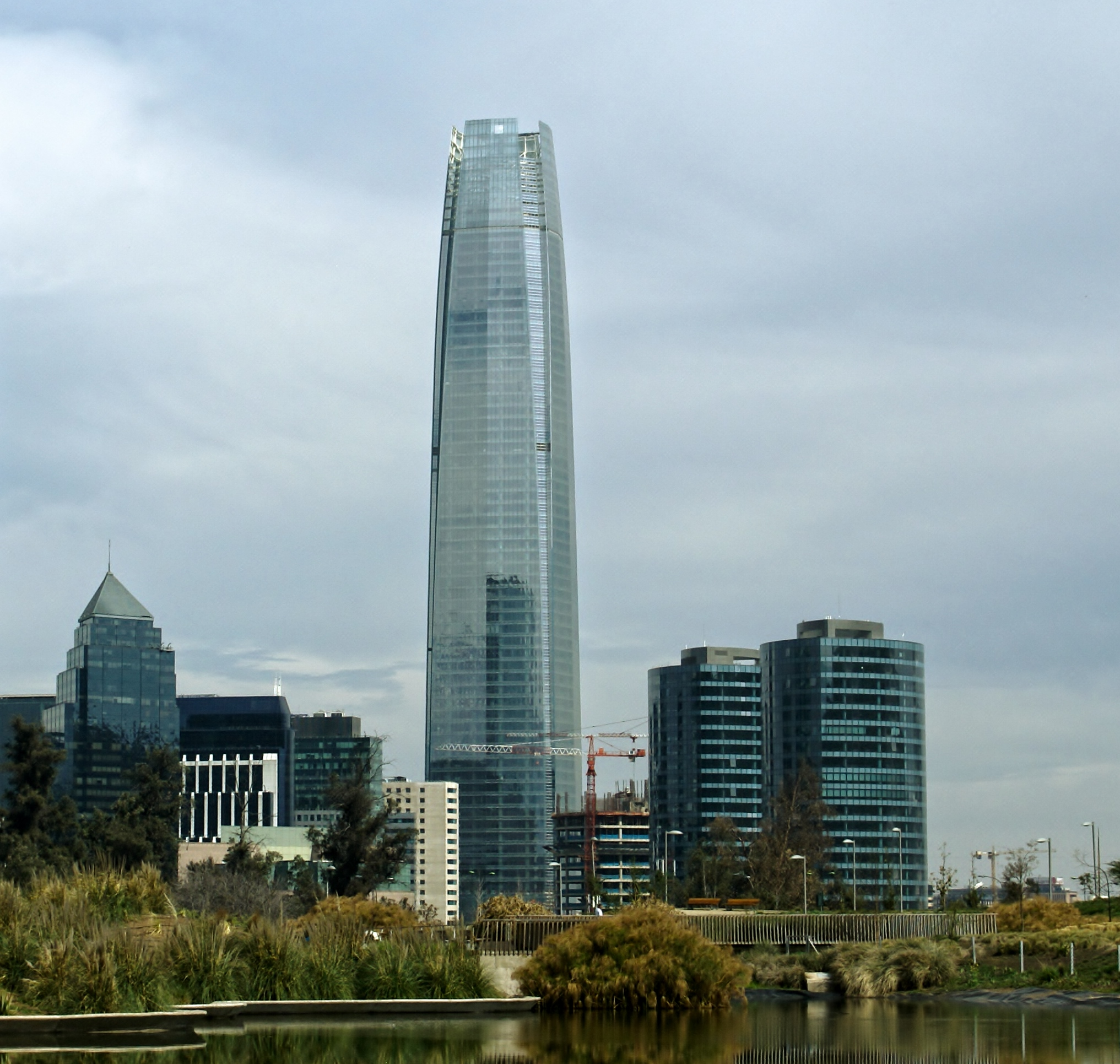
2013年9月
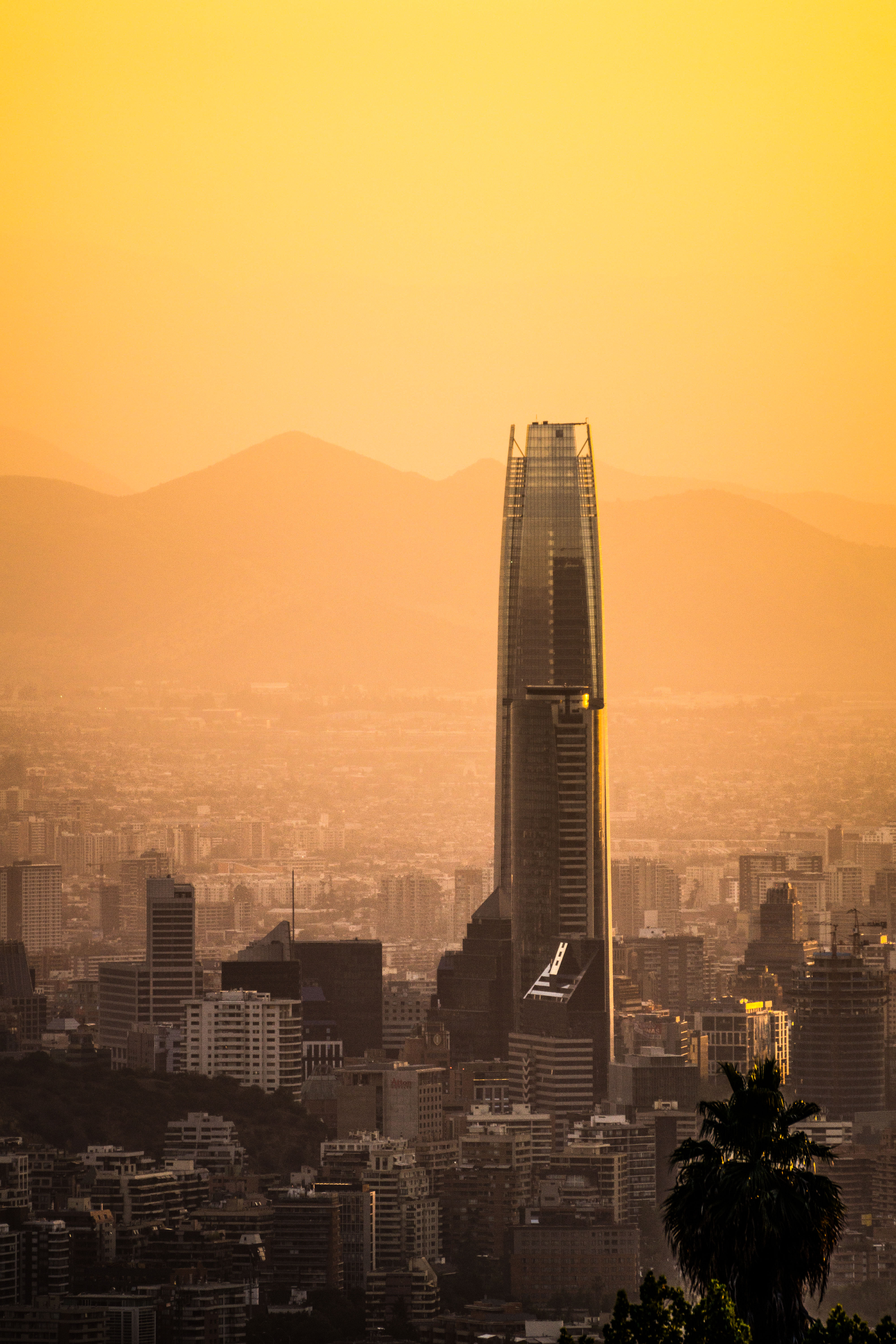
2013年12月
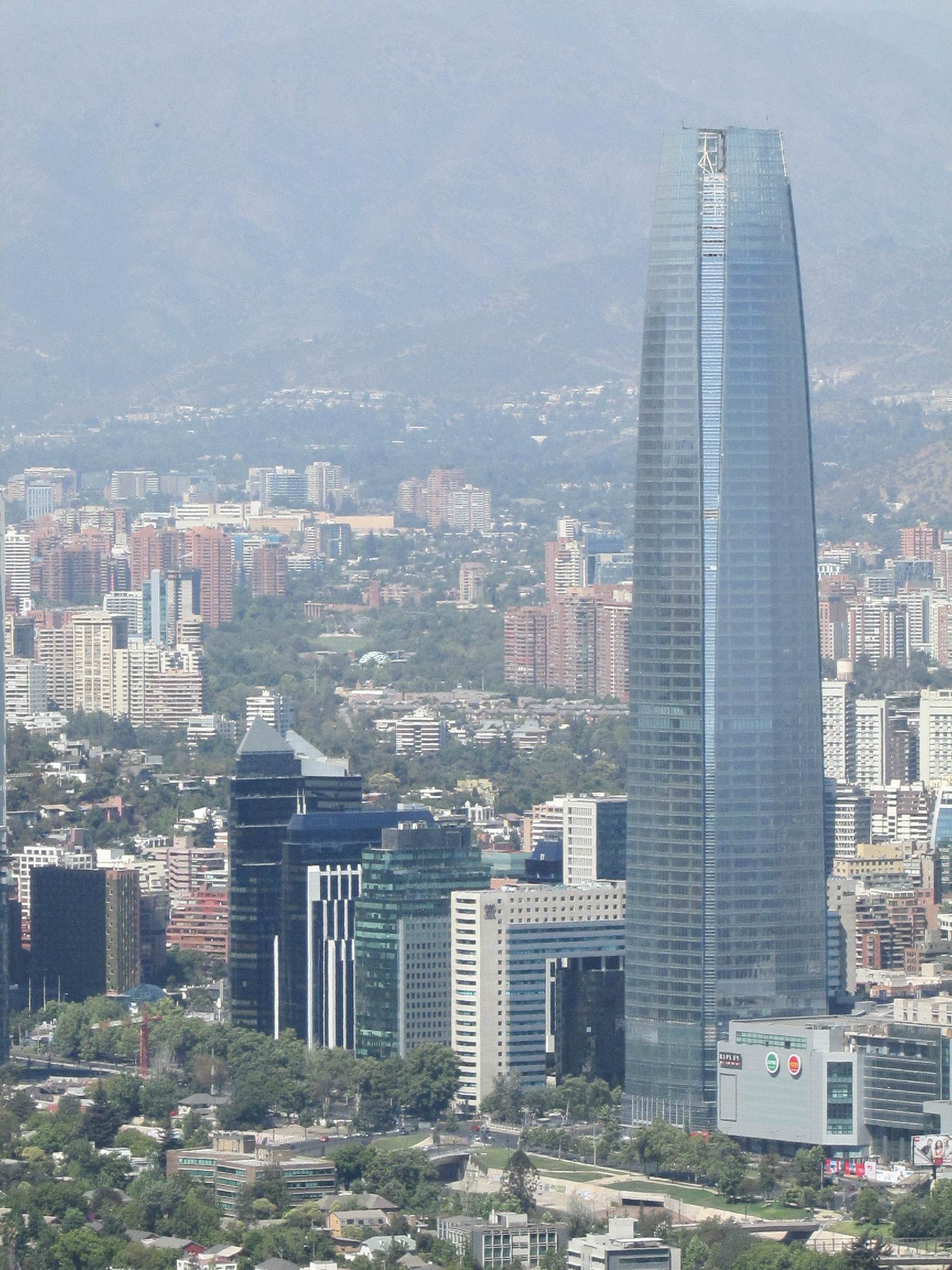
2014年1月